# Commune (Tchéquie)
Pour les articles homonymes, voir Commune et Municipalité.
La municipalité ou la commune (obec, pluriel obce) est la plus petite division administrative de la Tchéquie qui en compte 6 254 en 2011. Les habitants élisent un conseil municipal (zastupitelstvo obce) au suffrage universel direct pour un mandat de quatre ans, ce conseil choisit en son sein les membres d'un comité municipal (rada obce), le maire et ses adjoints. L'agriculture, la forêt, la police communale, la distribution de l'eau et assainissement, les déchets, l'enseignement primaire, le logement et le transport public peuvent faire partie des compétences municipales.